# Trimma macrophthalma
Trimma macrophthalma és una espècie de peix de la família dels gòbids i de l'ordre dels perciformes.

## Morfologia
- Els mascles poden assolir 2,5 cm de longitud total.[2]

## Hàbitat
És un peix marí de clima tropical i associat als esculls de corall fins als 30 m de fondària.

## Distribució geogràfica
Es troba des de l'Àfrica oriental (incloent-hi Sodwana Bay, Sud-àfrica) fins a Fiji, el Japó i Tonga.